# Barbus cercops
Barbus cercops är en fiskart som beskrevs av Whitehead, 1960. Barbus cercops ingår i släktet Barbus och familjen karpfiskar. Inga underarter finns listade.